# Микола Ростов
Микола Ілліч Ростов — один з центральних персонажів роману Льва Толстого «Війна і мир».

## Образ Миколи

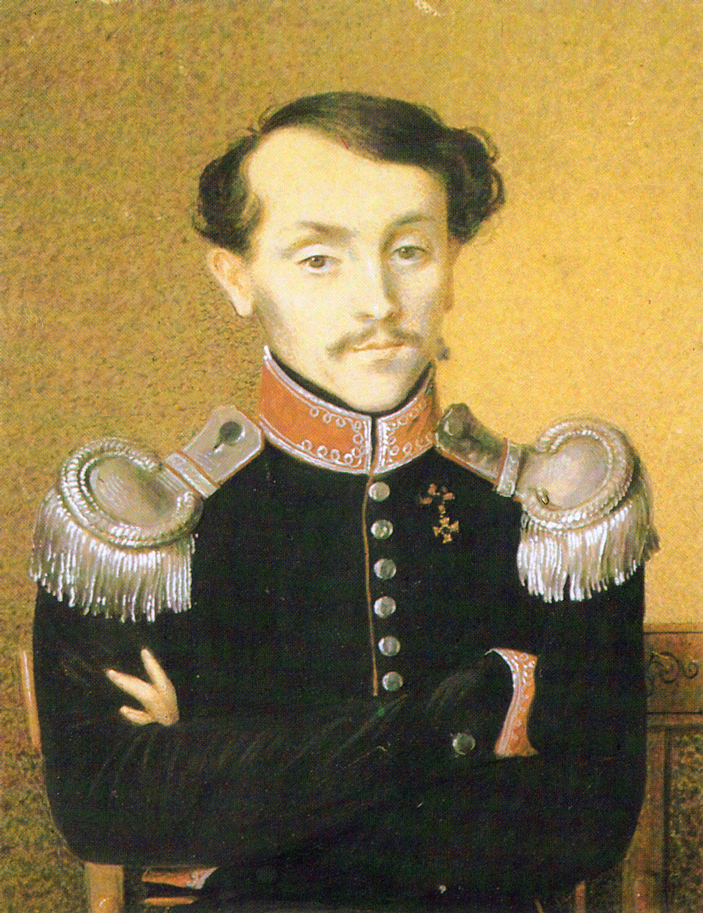
Микола Ілліч, батько Лева Толстого

Прототипом для персонажа послужив батько письменника, Микола Ілліч Толстой.

## Микола в сюжеті
Микола є старшим сином Іллі Андрійовича Ростова, братом Наташі, Віри і Петра Ростових. На початку роману йому було 20 років, і він був студентом університету. Потім кинув навчання, щоб служити в армії і взяти участь у боротьбі проти Наполеона. Микола мріяв про військовий успіх і славу, поки не отримав травму на полі бою (де проявив боягузтво замість доблесті). Він не збирався використовувати родинні зв'язки для підвищення посади на службі, і потрапляє під вплив Долохова. Микола обіцяє одружитися зі своєю троюрідною сестрою Сонею. Він приділяв їй мало уваги і часто відвідував куртизанку.